# الدوائر الانتخابية في الكويت (1980–2006)
منذ حل مجلس الأمة عام 1976 حلاً غير دستورياً، كانت انتخابات مجلس الأمة معطلة ومتوقفة حتى تاريخ 17 ديسمبر 1980. حيث أصدر أمير البلاد الراحل الشيخ جابر الأحمد الجابر الصباح أثناء فترة حل مجلس الامة في فصله التشريعي الرابع مرسوماً بالقانون رقم 99 بإعادة تحديد الدوائر الانتخابية لعضوية مجلس الأمة. نصت مادته الأولى على تقسيم الكويت إلى 25 دائرة انتخابية بدلاً من 10 دوائر انتخابية كما كان سابقاً. على أن تنتخب كل دائرة عضوين للمجلس.
وتم تطبيق القانون فعلياً في عودة الحياة البرلمانية من جديد حسب توزيع الدوائر الانتخابية الجديد. وكان ذلك بتاريخ 23 فبراير 1981.
في نهاية عام 2003 بدأ الحديث عن تعديل قانون الدوائر الانتخابية يأخذ الأولوية في النقاشات بين أعضاء مجلس الأمة وعامة الناس في الديوانيات. وكثر الحديث عن الآثار الاجتماعية والسياسية السلبية التي خلفها وضع الدوائر الانتخابية الخمسة وعشرون، حيث أنها قد عززت الانتماء للقبيلة والطائفة والعائلة على حساب الانتماء المجتمعي. وظل النقاش سائداً طوال فترة انعقاد المجلس في فصله التشريعي العاشر.
خلال عام 2004 تم مناقشة طلب تقليص الدوائر الانتخابية من 25 إلى 10، وفي تاريخ 14 يونيو 2004 تم رفض القانون من قبل أعضاء مجلس الأمة.
وبعد وفاة الشيخ جابر الأحمد الجابر الصباح وتولي أخيه الشيخ صباح الأحمد الجابر الصباح مقاليد الحكم نوقشت قضية تقليص الدوائر في مجلس الأمة من جديد وقد أعطيت الأولوية في جدول أعمال مجلس الأمة ، كما أنطلقت حملة نبيها خمسة التي اتخذت من اللون البرتقالي رمزاً للحملة وانضم لها عدد من نواب الأمة. وكان هدف الحملة إيصال صوت الشارع الكويتي إلى القوى السياسية والضغط عليها للموافقة على التقليص.

## الدوائر الانتخابية والمناطق التابعة

### الدائرة الأولى
- منطقة الشرق
- منطقة الدسمة
- منطقة المطبة
- منطقة دسمان
- منطقة بنيد القار

### الدائرة الثانية
- منطقة المرقاب
- ضاحية عبد الله السالم

### الدائرة الثالثة
- منطقة القبلة
- منطقة الشويخ
- منطقة الشامية

### الدائرة الرابعة
- منطقة الدعية
- منطقة الشعب
- جزيرة فيلكا وسائر الجزر

### الدائرة الخامسة
- منطقة القادسية
- منطقة المنصورية

### الدائرة السادسة
- منطقة الفيحاء
- منطقة النزهة

### الدائرة السابعة
- منطقة كيفان

### الدائرة الثامنة
- منطقة حولي
- منطقة ميدان حولي
- منطقة النقرة
- منطقة بيان
- منطقة مشرف

### الدائرة التاسعة
- منطقة الروضة

### الدائرة العاشرة
- منطقة العديلية
- منطقة الجابرية
- منطقة السرة

### الدائرة الحادية عشر
- منطقة الخالدية
- منطقة قرطبة
- منطقة اليرموك

### الدائرة الثانية عشر
- منطقة السالمية
- منطقة البدع
- منطقة سلوى
- منطقة الراس

### الدائرة الثالثة عشر
- منطقة الرميثية

### الدائرة الرابعة عشر
- منطقة أبرق خيطان
- منطقة خيطان الجديدة

### الدائرة الخامسة عشر
- منطقة الفروانية
- منطقة الفردوس

### الدائرة السادسة عشر
- منطقة العمرية
- منطقة الرابية
- منطقة الرقعي
- منطقة الأندلس

### الدائرة السابعة عشر
- منطقة جليب الشيوخ
- منطقة الشدادية
- منطقة صيهد العوازم
- منطقة العضيلية
- منطقة العارضية

### الدائرة الثامنة عشر
- منطقة الصليبيخات
- منطقة الدوحة
- منطقة أمغرة
- منطقة غرناطة

### الدائرة التاسعة عشر
- منطقة الجهراء الجديدة
- منطقة الصليبية والمساكن الحكومية

### الدائرة العشرون
- منطقة الجهراء وحدود الكويت مع العراق شمالا وغربا وحدود الكويت مع السعودية حتى المتياهة.

### الدائرة الحادية والعشرون
- مدينة الأحمدي
- منطقة المقوع
- منطقة واره
- منطقة الصبيحية
- منطقة الجعيدان حتى حدود الكويت مع السعودية
- منطقة هدية
- منطقة الفنطاس
- منطقة المهبولة
- منطقة أبو حليفة
- منطقة الفنيطيس
- منطقة المسيلة
- ضاحية صباح السالم

### الدائرة الثانية والعشرون
- منطقة الرقة

### الدائرة الثالثة والعشرون
- منطقة الصباحية

### الدائرة الرابعة والعشرون
- منطقة الفحيحيل
- منطقة المنقف
- منطقة القرين

### الدائرة الخامسة والعشرون
- منطقة أم الهيمان
- ميناء عبد الله
- منطقة الزور
- منطقة الوفرة حتى حدود الكويت الجنوبية مع السعودية.